# Famille de Beaupoil de Saint-Aulaire
Pour les articles homonymes, voir Saint-Aulaire (Corrèze).
La famille de Beaupoil de Saint-Aulaire appartient à la noblesse française subsistante.
Elle a été représentée en Limousin et en Périgord où elle réside toujours.
De cette famille sont issus, notamment, des officiers généraux, quatre ambassadeurs de France, deux académiciens.

## Histoire
L'histoire de cette famille ne fait pas l'objet d'un consensus.
Le travail d'Arnaud Clement, dans La noblesse française (années 2020), écrit que le premier auteur connu de cette famille, prénommé Guillaume, figure dans un acte de 1410 sans qualification nobiliaire puis est qualifié écuyer vers 1440. Il ajoute que seule la branche de La Dixmerie subsiste de nos jours.
Dans le Dictionnaire des familles françaises anciennes ou notables à la fin du XIXe siècle, Gustave Chaix d'Est-Ange rapporte l'appréciation de Chérin - lors de la demande de la famille de Beaupoil de Saint-Aulaire pour être admise aux honneurs de la Cour en 1779 - qui écrit que le premier membre connu de cette famille est Guillaume Beaupoil cité sans qualification nobiliaire dans un acte de 1410 mais que par la suite des qualifications apparaissent sur divers actes.
Dans le Catalogue de la noblesse française subsistante au XXIe siècle de Régis Valette, la famille de Beaupoil de Saint-Aulaire est mentionnée comme anoblie en 1599. Cette date de 1599 est celle de la légitimation et de l'anoblissement de la branche naturelle de La Luminade.
Dans l'ouvrage L'ancienne noblesse du Périgord subsistant en Dordogne de Gontran du Mas des Bourboux, édité en 2001, celui-ci rapporte deux thèses quant à l'origine de cette famille : La première thèse débute la filiation à Guillaume Beaupoil qui est cité en 1410. Il a des biens près de Rennes. La seconde thèse rattache la famille de Beaupoil de Saint-Aulaire à une famille bretonne Beaupoil (ancien nom au Moyen Âge : parfois Beaupel), qui prit part à la 7e croisade en 1249. Il écrit également que cette famille remonte sa filiation noble à Guillaume Beaupoil cité en 1410. Pour cet auteur, cette famille compte parmi ses membres un maître d'hôtel du roi François Ier, des panetiers pour les rois François Ier, Henri II et Charles IX, des échansons, un sénéchal du Périgord au XVIe siècle. À la suite de Gustave Chaix d'Est-Ange qui cite le rapport de Chérin, Gontran du Mas des Bourboux rapporte également qu'en 1779 Chérin a écrit dans son rapport : « Tout ce qui constitue une race considérable, à l'exception de l'ancienneté, se trouve réuni dans celle de Beaupoil ».
Dans le Tableau généalogique et historique de La Noblesse présenté au roi par le comte de Waroquier de Combles en 1787, il est rapporté ceci : Yves de Beaupoil, chevalier, seigneur du haut et du bas Nocmalet (Reffort de Rennes), commandant les troupes de terre de Charles de Blois, duc de Bretagne, se distingue au siège de La Roche-Bernard et, blessé à la Bataille d'Auray, est fait prisonnier le 29 septembre 1364. Il se retire auprès du roi Charles V. Il est inhumé aux Cordeliers du Faubourg Saint-Germain à Paris. Son fils Guillaume est nommé le Ier septembre 1410 par Marguerite, comtesse de Penthièvre, vicomtesse de Limoges, pour signer avec cinq autres seigneurs l'accord qu'elle a conclu le 8 août précédent avec le duc de Bretagne. Guillaume de Beaupoil est nommé lieutenant de la noblesse du comté de Limoges où il s'établit . Il teste le 18 août 1455 et il décède en 1456. Il est inhumé en l'église de Saint-Aulaire en Limousin, dont son fils Julien avait acheté la seigneurie. Julien de Beaupoil, chevalier, seigneur de Saint-Aulaire en Limousin, fait honneur de son fief au prince Jean de Bretagne, comte de Penthièvre, vicomte de Limoges, le 7 novembre 1441. Il fut retenu écuyer d'écurie du roi Charles VII par brevet du 13 septembre 1441. Puis, il est nommé chambellan de Pierre de Bourbon, comte de Clermont et de La Marche, par brevet du 14 février 1479. Enfin, Jean de Beaupoil, seigneur de Saint-Aulaire, est nommé échanson de Jean, comte d'Armagnac, par brevet du 12 février 1467, puis est capitaine de la chapellenie d'Aix par brevet de 1486. Il teste le 24 avril 1511.

## Personnalités
- Quatre ambassadeurs :  dont Charles de Beaupoil, comte de Saint-Aulaire (Angoulême 1866-château de la Malartie, Dordogne, 1954). Il fut le collaborateur de Lyautey au Maroc (1912-1916), puis devint ambassadeur en Roumanie (1916) pour laquelle il demandera l'aide militaire française (mission Berthelot), en Espagne (1920) et au Royaume-Uni (1921-1924). Il publia notamment des biographies (Talleyrand , 1936 ; François-Joseph , 1945).
- Un Lieutenant-général des Armées du roi : Cosme-Joseph de Beaupoil, comte de Saint-Aulaire, (1741-1822), ancien Garde du corps de Louis XVI. De service auprès du Dauphin, au château de Versailles, dans la nuit fatale du 6 octobre 1789, il parvint à conduire ce jeune prince jusqu'au cabinet du roi, où toute la famille s'était réunie, et, malgré les instances de la reine, qui exigeait que M. de Saint-Aulaire se retirât, s'il voulait échapper aux fureurs de la foule, il quitta son uniforme, prit un habit bourgeois, se couvrit la tête d'un bonnet de grenadier de la Garde nationale, et, posant la main sur la portière de la voiture où était la famille royale, il suivit le chemin de Versailles à Paris. Après le licenciement des gardes du corps en 1791, le comte de Saint-Aulaire suivit les princes en émigration...Lieutenant-général le 21 septembre 1814, grand-croix de l'ordre de Saint-Louis le 1er novembre 1815. Il avait eu l'honneur de monter dans le carrosse du roi en 1781, après avoir fait les preuves par devant M. Chérin. Marie-Madeleine de Saint-Janvier, son épouse, eut l'honneur d'être présentée au roi le 21 janvier de la même année.
- Deux membres de l'Académie française :
  - François-Joseph de Beaupoil, marquis de Saint-Aulaire (1643-1742), poète.
  - Louis-Clair de Beaupoil de Sainte-Aulaire (1778-1854), chambellan de Napoléon Ier, ambassadeur de France, préfet, député, pair de France.
- Des évêques :
  - André-Daniel de Beaupoil de Saint-Aulaire (1651-1734), évêque de Tulle.
  - Pierre de Beaupoil de Saint-Aulaire (1701-1751), évêque de Tarbes de 1741 à 1751.
  - Martial-Louis de Beaupoil de Saint-Aulaire (1719-1798), évêque de Poitiers et député du clergé aux États généraux de 1789.
- Un député : Joseph-Louis-Camille de Beaupoil de Saint-Aulaire (1810-1896), secrétaire d'ambassade et député de la Dordogne

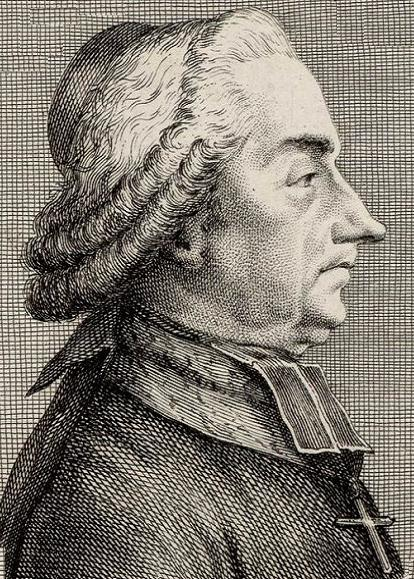
Martial-Louis de Beaupoil de Saint-Aulaire (1719-1798)
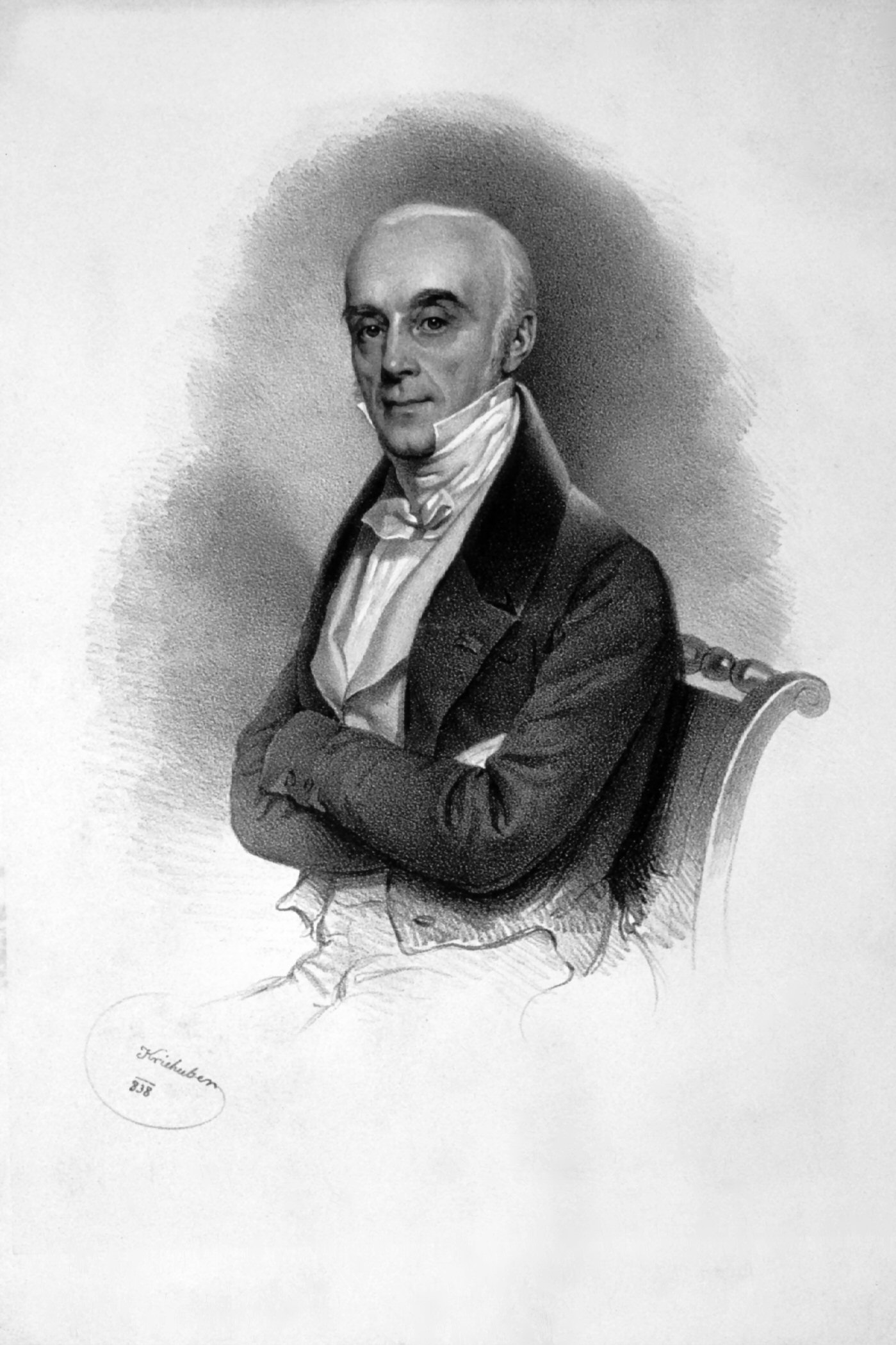
Louis-Clair de Beaupoil de Sainte-Aulaire (1778-1854)

## Alliances
Les principales alliances de la famille de Beaupoil de Saint-Aulaire sont : d'Abzac, d'Aubusson, de Bourdeilles, de Carbonnières, de Caumont, de Chauvigny de Blot, de Commarque (1567), du Garreau, de Lasteyrie, de Lostanges, de Raymond, de Saint-Janvier, de Salers, de Scoraille, de Talleyrand-Chalais, du Vivier, de Vivonne, de Grimoard, d'Harcourt.

## Places

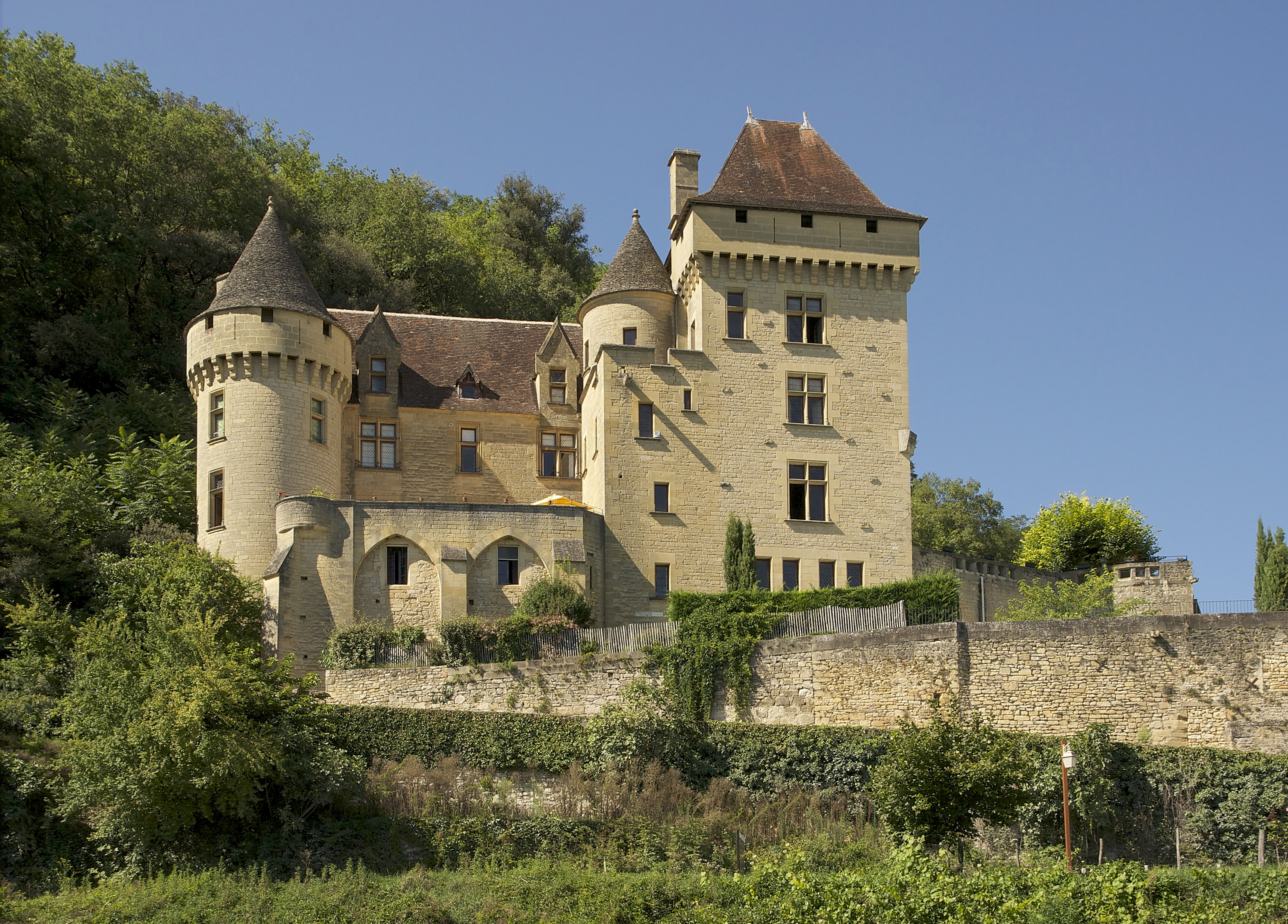
Le château de la Malartrie à Vézac, en Dordogne

- Saint-Aulaire (qui s’écrit également sans e à "Saint") est une commune de l'actuel département de la Corrèze. Ancienne seigneurie acquise le 7 janvier 1440[6].
- Ancien Hôtel de Saint-Aulaire à Périgueux, aujourd'hui détruit.
- Château de la Malartrie à Vézac (Dordogne), souvent indiqué comme étant à La Roque-Gageac qu'il surplombe.

## Titre
- Baron de La Luminade en 1638, confirmé 1720 pour une branche éteinte[réf. nécessaire]